# هانس جايجر
هانس جايجر (بالألمانية: Hans Geiger)‏ (24 ديسمبر 1905 في ألمانيا - 17 ديسمبر 1974) هو مدرب كرة قدم ولاعب كرة قدم ألماني في مركز الوسط. شارك مع منتخب ألمانيا لكرة القدم. أما مع النوادي، فقد لعب مع فيكتوريا برلين ونادي بترولول بلويشتي ونادي نورنبرغ وتنس بوروسيا برلين.

## وصلات خارجية
- هانس جيجير على موقع قاعدة بيانات كرة القدم.إي يو (الإنجليزية)
- هانس جيجير على موقع ناشيونال فوتبول تيمز (الإنجليزية)
- هانس جيجير على موقع عالم كرة القدم.نت (الإنجليزية)